# Siga
Siga là một chi bướm đêm thuộc họ Crambidae.

## Các loài
- Siga liris (Cramer, 1775)
- Siga pyronia Druce, 1895